# Right Turn
«Right Turn» (с англ. — «Правый поворот») — песня американской гранж-группы Alice in Chains (под псевдонимом Alice Mudgarden) из альбома Sap.

## История создания
Идея пригласить Криса Корнелла и Марка Арма в качестве гостей принадлежала гитаристу Alice in Chains Джерри Кантреллу.
В интервью журналу Guitar World Кантрелл сказал:
Это одна из моих любимых. Об этом даже никто не думал, правда. Мы закончили четыре песни на [альбоме] Sap, и просто сидели там [в студии], однажды вечером, когда я сказал: "Что вы думаете о том, чтобы пригласить Энн [Уилсон] спеть пару мелодий, и, может быть, Криса [Корнелла], и всех остальных, кого мы сможем найти?". Мы действительно большие поклонники и Heart, и Soundgarden.
Я не думал, что Крис придет, потому что в то время у него были какие-то дела. Я не очень хорошо знал Марка[Арма], но я узнал его номер у Лейна [Стейли] и позвонил ему, позвонил Энн, и все они появились в течение часа после того, как я им позвонил. Я был очень удивлен. Они выложили все свое дерьмо за час или два, и все было готово. От голоса Марка на "Right Turn" у меня мурашки по коже. Это как голос смерти. Я дал Крису слова, а Лейн и Марк добавили к ним что-то свое. Я думаю получилась одна из самых невероятных песен, которые мы когда-либо делали. Очень спонтанная.
В интервью журналу Guitar School в мае 1994 года Кантрелл признался, что после написания текста песни, он не был уверен что из этого что-то получится, но после участия приглашенных вокалистов, получившиеся песня стала одной из его любимых.
Марк Арм вспоминал:
Это был Джерри Кантрелл, который позвонил и попросил меня спеть на Sap. Я был удивлен, типа: "Почему вы хотите, чтобы я пел?". Я мог понять, почему они хотят, чтобы пел Крис Корнелл.
По словам помощника инженера Дэйва Хиллис, Арм заметно нервничал перед записью, считая что его голос не вписываются с голосами Корнелла и Стейли, а Корнелл наоборот намеревался спеть свойственной ему энергичной манере, но продюсер Рик Парашар уговорил его выступать более сдержанно.
В примечаниях к сборнику Music Bank Кантрелл сказал:
Эта песня была частью демозаписи, которую мы сделали для фильма «Одиночки», и она действительно особенная для меня. Весь альбом Sap особенный. Однажды Шон пришел на встречу и сказал, что ему приснилось, что мы выпустили альбом под названием Sap, и что люди были вне себя. Поэтому мы послушали его и выпустили Sap, причем сделали это без всякой шумихи и фанфар, чтобы настоящие фанаты Alice могли его найти. На этой песне мы пригласили наших друзей, двух парней, которых я очень уважаю и которыми восхищаюсь, Криса Корнелла и Марка Арма. С тех пор мне никогда не доводилось играть ни с одним из них, что придает песне особую прелесть.

## Выпуск
Песня была выпущена в мини-альбоме Sap в 1992 году. Песня была включена в бокс-сет Music Bank и в сборник The Essential Alice in Chains. Также песня попала в расширенное издания сингла «Would?».

## Концертные выступления
Впервые «Right Turn» исполнили на концертной площадке Electric Factory в Филадельфии 26 октября 2006 году. Последний раз песню сыграли во время акустического концерта WinStar World Casino & Resort в Такервилле, штат Оклахома 13 августа 2011 года.

## Участники записи
| Alice Mudgarden - Лейн Стейли — вокал - Джерри Кантрелл — соло-гитара и вокал - Шон Кинни — бубен - Майк Старр — бас-гитара - Марк Арм — вокал - Крис Корнелл — вокал | Производство - Рик Парашар — продюсер - Джонатан Плам — звукорежиссёр - Эдди Шрейер, Future Disc Systems Studio, Голливуд — мастеринг |